# Brian Hayward
Brian George Hayward (* 25. Juni 1960 in Georgetown, Ontario) ist ein ehemaliger kanadischer Eishockeytorwart. Während seiner Karriere spielte er für die Winnipeg Jets, Montréal Canadiens, Minnesota North Stars und San Jose Sharks in der National Hockey League.

## Karriere
Hayward spielte zunächst vier Jahre von 1978 bis 1982 an der Cornell University in der National Collegiate Athletic Association. In seinem letzten Jahr gelang ihm die Berufung ins All-Star Team der Eastern College Athletic Conference.
Zur Saison 1982/83 wechselte der Torhüter ungedraftet zu den Winnipeg Jets in die NHL, die ihn aber zunächst auch in ihrem Farmteam, den Sherbrooke Jets in der American Hockey League, einsetzten. Erst in der Spielzeit 1984/85 gelang dem Kanadier der Durchbruch und sicherte sich den Posten als Stammtorhüter in Winnipeg. Mit 33 Saisonsiegen in diesem Jahr stellte er einen Franchise-Rekord auf, den er bis zum Umzug des Franchise nach Phoenix mit Bob Essensa teilte. Im Sommer 1986 wurde Hayward dann zu den Montreal Canadiens transferiert, wo er in den folgenden vier Spieljahren gemeinsam mit Patrick Roy eines der erfolgreichsten Torhütergespanne der NHL-Geschichte bildete. Zusammen gewannen sie zwischen 1987 und 1989 dreimal in Folge die William M. Jennings Trophy, mit der der oder die Torhüter mit den wenigsten Gegentoren im Saisonverlauf ausgezeichnet werden. Im November 1990 musste Hayward die Canadiens verlassen, da er im Tausch gegen Jayson More zu den Minnesota North Stars wechselte. Dort spielte er lediglich bis zum Mai 1991, ehe ihn die neu gegründeten San Jose Sharks im NHL Dispersal Draft auswählten. In den zwei Jahren, die Hayward bei den Nordkaliforniern spielte, kam er zu nur 25 Einsätzen, da er sich im Oktober 1991 eine schwere Rückenverletzung während eines Spiels zuzog, die ihn dazu zwang große Teile der Saison 1991/92 auszusetzen. Diese Zeit überbrückte er als Co-Kommentator der TV- und Radioübertragungen der Sharks. Nach einem erfolgreichen Comeback verletzte er sich im Januar 1993 erneut am Rücken, was ihn schließlich dazu zwang seine Karriere zu beenden.
Nach dem Ende seiner Karriere arbeitete Hayward zwei Jahre lang von 1993 bis 1995 unter Cheftrainer Ron Wilson als Assistenztrainer bei den Mighty Ducks of Anaheim. Zudem begann er als Sportkommentator zu arbeiten. So analysierte er unter anderem die Übertragungen der NHL-Spiele auf NBC und CBC sowie die Eishockeyübertragungen der Olympischen Winterspiele 2006. Zurzeit steht Hayward im Kommentatorenteam der Anaheim Ducks.

## Erfolge und Auszeichnungen
| - 1978 Centennial Cup All-Star Team - 1982 ECAC First All-Star Team - 1982 NCAA East First All-American Team | - 1987 William M. Jennings Trophy (gemeinsam mit Patrick Roy) - 1988 William M. Jennings Trophy (gemeinsam mit Patrick Roy) - 1989 William M. Jennings Trophy (gemeinsam mit Patrick Roy) |

## NHL-Statistik
(Legende zur Torhüterstatistik: GP oder Sp = Spiele insgesamt; W oder S = Siege; L oder N = Niederlagen; T oder U oder OT = Unentschieden oder Overtime- bzw. Shootout-Niederlage; Min. = Minuten; SOG oder SaT = Schüsse aufs Tor; GA oder GT = Gegentore; SO = Shutouts; GAA oder GTS = Gegentorschnitt; Sv% oder SVS% = Fangquote; EN = Empty Net Goal; 1 Play-downs/Relegation; Kursiv: Statistik nicht vollständig)